# Sverd i fjell
Sverd i fjell (česky Meče ve skále) je památník na okraji Stavangeru na Hafrsfjordu na jihozápadním pobřeží Norska.
Památník má podobu tří obřích bronzových mečů, které zde připomínají bitvu u Hafrsfjordu z roku 872, ve které zvítězil Harald I. Krásnovlasý, první sjednotitel norského území pod jednotnou vládu. Největší z mečů připomíná vítěze bitvy, menší meče jeho dva protivníky.
Autorem památníku je sochař Fritz Røed. Památník byl odhalen v roce 1983 tehdejším norským králem Olafem V.